# Вернерсдорф (Штирия)
Вернерсдорф (нем. Wernersdorf (Steiermark)) — коммуна (нем. Gemeinde) в Австрии, в федеральной земле Штирия. 
Входит в состав округа Дойчландсберг.  Население составляет 671 человек (на 31 декабря 2005 года). Занимает площадь 9,97 км². Официальный код  —  60340.

## Политическая ситуация
Бургомистр коммуны — Фридрих Паурич (АНП) по результатам выборов 2005 года.
Совет представителей коммуны (нем. Gemeinderat) состоит из 9 мест.
- АНП занимает 5 мест.
- СДПА занимает 4 места.